# Lipka afrykańska

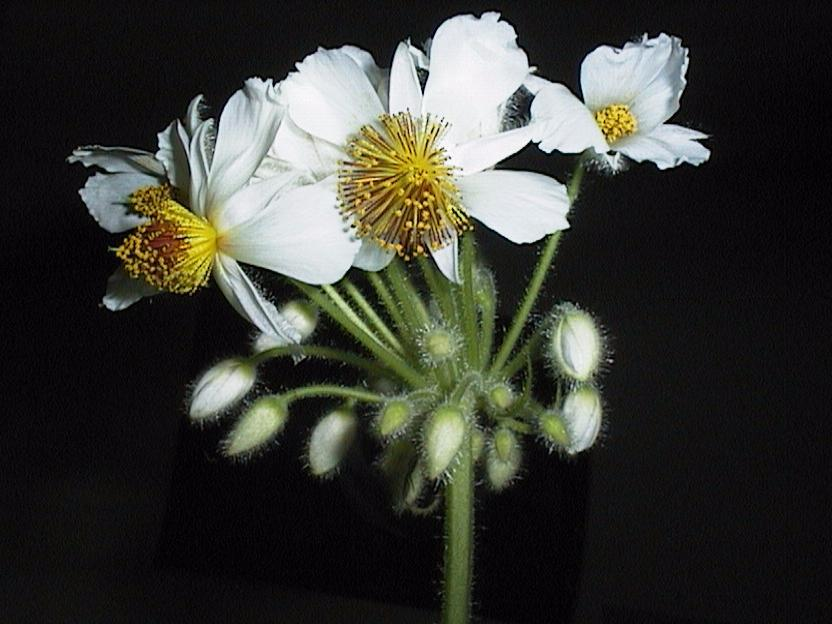
Kwiaty

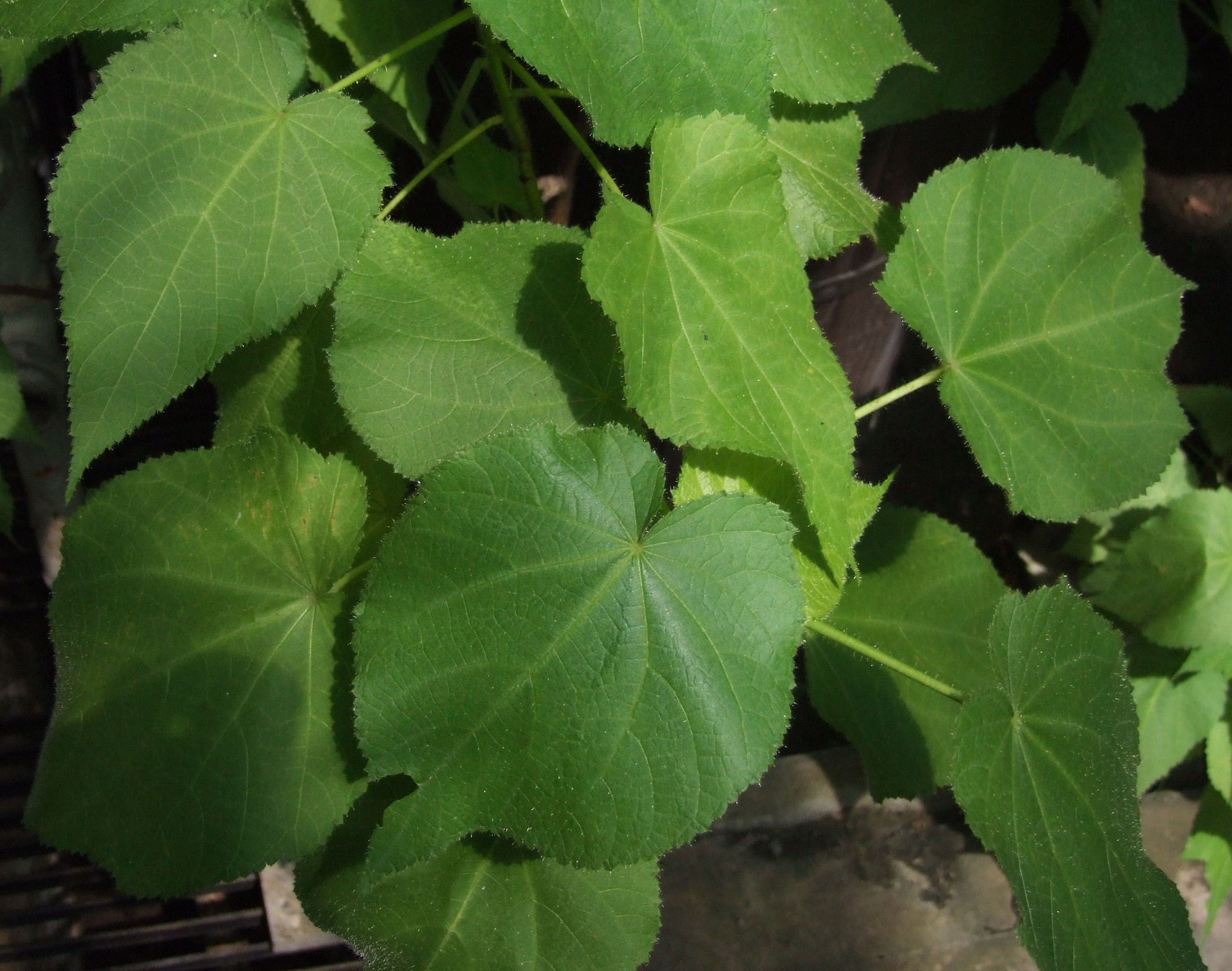
Liście

Lipka afrykańska, lipka pokojowa (Sparrmannia africana) – gatunek rośliny z rodziny ślazowatych. Pochodzi z południowej Afryki. W krajach umiarkowanej strefy klimatycznej uprawiana jest jako roślina pokojowa. Jej nazwa pochodzi od nazwiska odkrywcy – szwedzkiego botanika A. Sparmanna (1747–1820).

## Morfologia
PokrójKrzew lub niskie drzewo, w warunkach naturalnych osiągające do 6 m wysokości, w hodowli do 30–150 cm.
LiścieJasnozielone, klapowane, naprzemienne, z wyraźnie widocznym unerwieniem. Osiągają duże rozmiary, mają kształt sercowaty, na brzegu są słabo ząbkowane. Blaszka liściowa omszona i miękka w dotyku.
KwiatyDuże, białe, z 4–działkowym kielichem i żółtymi oraz czerwonymi pręcikami.

## Uprawa
WymaganiaWymaga stanowisk jasnych do półcienistych (źle znosi bezpośrednie światło słoneczne), niezbyt ciepłych i dobrze wietrzonych, przewiewnych. Zimą wymaga temperatury niższej (6 – 15 °C) i dlatego uprawiana jest w chłodnych oranżeriach i ogrodach zimowych. W lecie może rosnąć na zewnątrz. Wymaga regularnego i obfitego podlewania w sezonie wegetacyjnym, podczas gdy w okresie spoczynku powinno być zmniejszone do umiarkowanego. Roślina rośnie dobrze, gdy jest co dwa tygodnie zasilana nawozem potasowym. Udaje się w ziemi znormalizowanej; w substracie próchniczym z dużym dodatkiem ziemi uprawnej lub też w substracie torfowym z niewielką domieszką drobnych grudek gliny. Wymaga pH 6,2–7.
PielęgnacjaRośnie szybko i wymaga regularnego, corocznego przesadzania (w przypadku młodych roślin w pierwszym roku nawet 2–3 razy). Wskazane jest przycinanie wiosną, przycinanie po kwitnieniu umożliwia powtórne zawiązanie kwiatów. Im mniejszy pojemnik tym roślina rośnie wolniej, w ciasnych donicach zakwita też wcześniej.
RozmnażaniePrzez sadzonki wierzchołkowe i pędowe, lekko zdrewniałe, pobierane z bocznych pędów późną wiosną i wczesnym latem. Może być też uprawiana z nasion.